# Scout E

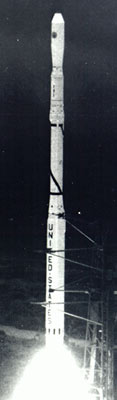
O foguete Scout E-1 sendo lançado.

O Scout E, foi, ao mesmo tempo, um foguete de sondagem e também um veículo de lançamento descartável.
Composto de quatro estágios, foi mais um membro da família de foguetes Scout.
Desse modelo, apenas uma variante foi utilizada: a Scout E-1, com apenas um lançamento em 3 de junho de 1974, colocando em órbita um satélite de 27 kg.